# ドイル・ブラムホール2世

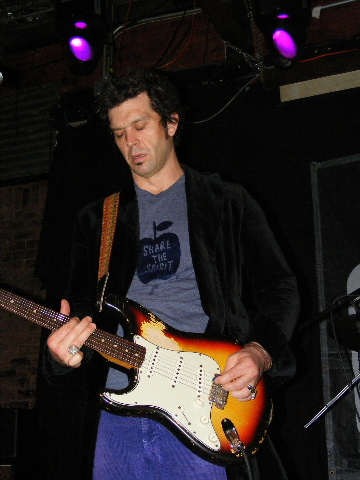

ドイル・ブラムホールⅡ（Doyle Bramhall II, 1968年12月24日 - ）はアメリカ、テキサス州出身のミュージシャン、シンガーソングライター。

## 概要
テキサスの伝説的なブルース・ロック・ギタリスト、スティーヴィー・レイ・ヴォーンとしばし共演したブルースマン、ドイル・ブラムホールの息子。
左利き。
右利き用に弦を張った左利き用のギターを、左利きの構えで弾くという個性的なスタイルが特徴。
10代でウェンディ&リサのサポート・メンバーとして、20代前半にはチャーリー・セクストンのバンド、アーク・エンジェルスの実質的リーダーとして活躍。
96年『2』でソロ・デビューし、99年の2nd『ジェリークリーム』で骨太のブルース・ロックを聴かせ話題となる。
近年では、エリック・クラプトンのサポートとして一緒にツアーを行ったりしている。